# Philodendron ventricosum
Philodendron ventricosum är en kallaväxtart som beskrevs av Michael T. Madison. Philodendron ventricosum ingår i släktet Philodendron och familjen kallaväxter. IUCN kategoriserar arten globalt som starkt hotad.
Artens utbredningsområde är Ecuador. Inga underarter finns listade.